# Segunda Guerra Berberesca
A Guerra Argelina ou Segunda Guerra Berberesca (1815, também conhecida em inglês como Algerine ou Algerian War), foi uma guerra que sucedeu a Guerra de Trípoli.
Foi feita entre os Estados Unidos e regências do Império Otomano no norte da África.